# Grażyna Gromadzka
Grażyna Gromadzka – profesor nauk medycznych i nauk o zdrowiu, w latach 2018-2019 pełnomocnik rektora ds. powołania Wydziału Medycznego. Collegium Medicum Uniwersytetu Kardynała Stefana Wyszyńskiego w Warszawie i pierwszy kierownik tej jednostki, specjalności naukowe: immunologia medyczna, laboratoryjna genetyka medyczna.

## Życiorys
W 1990 ukończyła studia na kierunku biologia na Uniwersytecie Warszawskim. W 2004 r na I Wydziale Lekarskim Akademii Medycznej w Warszawie uzyskała stopień naukowy doktora nauk medycznych w dyscyplinie biologia medyczna. W 2012 na podstawie dorobku naukowego oraz rozprawy pt. Czynniki warunkujące efekt fenotypowy mutacji genu ATP7B kodującego adenozynotrójfosfatazę 7 uzyskała w Instytucie Psychiatrii i Neurologii w Warszawie stopień naukowy doktor habilitowanej nauk medycznych dyscyplina: biologia medyczna. 
Była pracowniczką Instytutu Psychiatrii i Neurologii w Warszawie, profesorem nadzwyczajnym Wydziału Biologii i Nauk o Środowisku UKSW oraz dziekanem tego wydziału. W 2019 została profesorem nowo utworzonego Wydziału Medycznego Collegium Medicum UKSW i pierwszym kierownikiem tego wydziału. W 2022 roku otrzymała nominację profesorską z rąk Prezydenta RP Andrzeja Dudy.